# Ville Siegstad
Ville Siegstad (* 1945 in Ilulissat) ist ein grönländischer Hundeschlittensportler.

## Leben
Ville Siegstad wuchs in seiner Heimatstadt Ilulissat auf. Schon als Kind zeigte er Interesse für Schlittenhunde. Ab 1975 nahm er an lokalen Schlittenhunderennen in Grönland teil, die er mehrfach gewann. Als 1989 mit Avannaata Qimussersua die grönländische Hundeschlittenmeisterschaft eingeführt wurde, nahm Ville Siegstad auch dort jedes Jahr teil. 1996, 2004 und 2009 gewann er die Meisterschaft.   2019 wurde er bei seiner mittlerweile 45. Teilnahme an einer Meisterschaft zum Sieger erklärt, nachdem der ursprünglich Erstplatzierte Frederik Mathiassen disqualifiziert worden war. Nach seiner 50. Teilnahme im Jahr 2024 beendete er im Alter von 78 Jahren seine Karriere.
Daneben setzt Ville Siegstad sich auch anderweitig für die Erhaltung der Schlittenhundekultur ein. Er bietet Hundeschlittentouren für Touristen an und hat eine nach ihm benannte Stiftung gegründet, die Hundeschlittenführer finanziell unterstützt.
Am 1. April 2006 erhielt er den Nersornaat in Silber und 2017 den Grönländischen Kulturpreis.